# Coluber
Coluber é um género pertencente à família Colubridae. Este género é constituido por cobras de corpo delgado e movimentos rápidos. Ocorrem no mundo inteiro e em vários habitates. No passado, o género coluber agrupava vários géneros que incluía quase todas as cobras conhecidas à data. Inclusive a cobra naja (agora pertencente a família Elapidae) foi anteriormente classificada como coluber naja.

## Espécies
- Coluber algirus
- Coluber andreanus Werner, 1917
- Coluber atayevi
- Coluber bholanathi Sharma, 1976
- Coluber brevis
- Coluber caspius Gmelin, 1789
- Coluber constrictor Linnaeus, 1758 (Corredora azul)
- Coluber cypriensis ( Cobra chicote de Cyprus )
- Coluber dorri Lataste, 1888
- Coluber elegantissimus Günther, 1878
- Coluber florulentus
- Coluber gemonensis (Cobra chicote Balcãanesa)
- Coluber gracilis Günther, 1862
- Coluber gyarosensis
- Coluber hippocrepis (Cobra ferradura)
- Coluber insulanus Mertens, 1965
- Coluber jugularis
- Coluber karelini
- Coluber largeni Schãtti, 2001
- Coluber manseri Leviton, 1986
- Coluber messanai Schãtti & Lanza, 1989
- Coluber mormon Baird and Girard, 1852 (Corredora do ventre-amarelo D'Oeste)
- Coluber najadum
- Coluber nummifer
- Coluber ravergieri
- Coluber rhodorhachis
- Coluber rogersi
- Coluber rubriceps Venzmer, 1919
- Coluber schmidti
- Coluber scortecci Lanza, 1963
- Coluber sinai Schmidt & Marx, 1956
- Coluber smithi Boulenger, 1895
- Coluber socotrae
- Coluber somalicus Boulenger, 1896
- Coluber spinalis (slender racer)
- Coluber taylori Parker, 1949
- Coluber thomasi Parker, 1931 (Thomas' racer)
- Coluber variabilis Boulenger, 1905
- Coluber ventromaculatus Gray & Hardwicke, 1834 (glossy-bellied racer)
- Coluber viridiflavus Lacépède, 1789 (Cobra chicote D'Oeste)
- Coluber vittacaudatus Blyth, 1854
- Coluber zebrinus Broadley & Schãtti, 1997 (zebra corredora)